# 絶望系 閉じられた世界
『絶望系 閉じられた世界』（ぜつぼうけい とじられたせかい）は谷川流による日本のライトノベル。電撃文庫（メディアワークス）より2005年4月に刊行され、後に『絶望系』（ぜつぼうけい）のタイトルに改題されて新潮文庫nex（新潮社）より2014年10月に復刊された。電撃文庫版のイラストはG・むにょ、新潮文庫nex版の表紙イラストはhukeが担当している。

## あらすじ
建御の元に天使と悪魔と死神と幽霊が現れ、困り果てた建御は杵築に相談を持ちかける。物語は主に建御の部屋で進行し、三日間の奇妙な同居生活と噛み合わない会話、幽霊を殺した猟奇殺人犯の犯人探しと、その犯人との対峙が描かれる。
物語の結末で、事態を仕組んだカミナは悪魔とともに世界を絶望させるべく旅立ち、建御は天使とともにそれを阻止しようと後を追う。登場人物たちが解散した後、ある真相が明かされ物語は終わる。

## 登場人物

### 人間
杵築（きずき）
主人公、しかし信頼できない語り手。烏衣姉妹の幼なじみにしてミワの恋人。高校1年生。落ち着いた性格であまり情動を表に出さず、建御の部屋に現れた超常的な存在4人を見てもあっさりと事態を受け入れるなど、常人とはずれた感覚を持つ。後に、その理由は過去、カミナに「幸福世界計画」の一端によって精神を叩き壊されているためであると明かされる。時には冷静な判断力で建御に協力しつつも、読者や他の登場人物に対してある真相を隠したまま、物語が始まってから終わりまで傍観者に徹する。
建御（たけみ）
杵築の友人。この物語でまともな精神、まともな人格、まともな生い立ちを持つ準主人公で語り手。絶望を絶望と認識できないほどに精神が破損してる人間と、無自覚による最悪の加害者達しかいないこの物語にて、絶望を一手に引き受ける青年。奇行しか行わない変人達に囲まれて、終始ツッコミを担わされる。あまりに残酷で慈悲の無さ過ぎる「世界の構造」を知ってしまった後も、精神を病むことも無く立ち直り希望と未来を追い求めて旅に出る。
烏衣カミナ（うい カミナ）
ミワの姉。杵築や建御の同級生。過去に猟奇殺人事件を起こしたことがあり、杵築や建御もそのことを把握している。自分はこの世界にとって異質な存在であると思い込んでおり、間違った世界を変えなければならないという強迫観念から、世界を絶望させる野心を持ち事態を仕込む。イズモ（死神）は彼女を烏衣神忌無と呼ぶ。
烏衣ミワ（うい ミワ）
カミナの妹。中学1年生だが学校には通っていない。杵築の恋人であり、彼とは肉体関係を持っている。「うふ？」が口癖。背中にはカミナによってつけられた無数の傷跡がある。イズモ（死神）は彼女を烏衣巳輪と呼ぶ。

### 人外
天使
天使を自称する金髪長髪長身の浴衣女性。翼を出せる。死神と共に延々と下ネタに興じる。
悪魔
悪魔を自称する中性的な黒衣の少年。建御の部屋に居座り、時間潰しとしてドリキャスでゲームに黙々と熱中する。彼が熱中しているゲームソフトの名称は明言されていないが、描写されるゲームキャラクターの固有名詞やその内容は『電脳戦機バーチャロン オラトリオ・タングラム』のものと一致する。持ちキャラはバルバドス。
死神
死神を自称する眠そうな目の裸体の幼女。しゃちほこばった物言いをする。作中で自らをイズモと名づける。事代の幽霊を確保の後、連行し、加工処理するため建御の部屋に突入して来た。天使と共に、萌えとエロの違いについての考察に興じる。
事代和樹（ことしろ かずき）
幽霊。建御の部屋の隅で震えて命乞いする。自分がなぜ死んだのかを知りたがっている。物語が進むにつれ、その常軌を逸した死の状況が明かされていく。

## 評価
ライターの飯田一史は「『涼宮ハルヒシリーズ』などを執筆してきた谷川の作品とは思えないほどエグい内容となっており、2006年以降のハルヒブームのお祭りムードとは対極に位置するダークな作品」だと評している。

## 既刊一覧
電撃文庫版では表紙のほか、各章の扉にG・むにょによる本文イラストが挿入され、ライトノベルの体裁で出版されている。出版社を変更して復刊された新潮文庫nex版では表紙のみhukeのイラストが用いられているものの、本文にはイラストが用いられていない。
- 『絶望系 閉じられた世界』 メディアワークス〈電撃文庫〉、2005年4月25日発行（4月10日発売[13]）、ISBN 4-8402-3021-8
- 『絶望系』 新潮社〈新潮文庫nex〉、2014年10月1日発行（同日発売[1]）、ISBN 978-4-10-180011-0